# マイケル・マークス
マイケル・マークス（英: Michael Marks、1859年 - 1907年12月31日）は、イギリスの実業家。イギリスの巨大チェーンストア「マークス&スペンサー」の創業者。

## 経歴
1859年にロシア帝国グロドノ県スロニム（現ベラルーシ領）に生まれる。ユダヤ人迫害から逃れるため、1882年にイギリスに移民した。
リーズに「なんでも1ペニー」を売り文句にした安売り露店を出して成功を収めた。その後トム・スペンサーという共同経営者を得て「マークス&スペンサー」に改名して店を更に拡大させた。
1907年12月31日に死去。長男のサイモンが事業を継承した。

## 家族
1886年にハンナ・コーエン(Hannah Cohen)と結婚し、彼女との間に長男サイモンはじめ一男四女を儲けた。